# Cepora boisduvaliana
Cepora boisduvaliana é uma borboleta da família Pieridae. Pode ser encontrada nas Filipinas.

## Subespécies
As seguintes subespécies são reconhecidas:
- Cepora boisduvaliana boisduvaliana
- Cepora boisduvaliana semperi Staudinger, 1890
- Cepora boisduvaliana cirta Fruhstorfer, 1910
- Cepora boisduvaliana balbagona Sempre 1890
- Cepora boisduvaliana sibuyanensis Schröder, 1977
- Cepora boisduvaliana cebuensis Schroder, 1977
- Cepora boisduvaliana leytensis M. & T.Okano, 1991
- Cepora boisduvaliana negrosensis M. & T.Okano, 1991